# Chiaroscuro: O Jogo
Chiaroscuro – o Jogo é um jogo eletrônico exclusivo para celular desenvolvido pela Tectoy Mobile baseado no novo álbum homônimo "Chiaroscuro" da cantora Pitty. Pitty é a primeira artista do Brasil a ter um álbum de música transformado em jogo de videogame.
>>É o primeiro jogo de celular inspirado em um disco no Brasil.

## O jogo
O jogo é composto por 3 minigames, todos baseados em canções do álbum:
- Na Pele da Mulher (baseado na música Desconstruindo Amélia) - O jogador deve equilibrar diferentes ícones que representam o amor, trabalho entre outras representações.
- Enfrentando o Medo (baseado na música Medo) - Jogo de tabuleiro em que o jogador controla Pitty contra o medo, representado por um vulto.
- Curtindo a plateia (baseado nas músicas 8 ou 80 e Rato na Roda) - O jogador deve invadir o palco do show da Pitty e se jogar na plateia.